# Вальдес, Карлос (актёр)
Ка́рлос Ва́льдес (англ. Carlos Valdés, род. 20 апреля 1989, Кали) — актёр, музыкант, композитор и певец колумбийско-американского происхождения. Наиболее известен по роли Циско Рамона в телесериале «Флэш».

## Биография
Карлос Вальдес переехал в Майами в возрасте пяти лет из Колумбии, а затем переехал ещё раз в возрасте двенадцати лет в город Мариетта, штат Джорджия. Он учился в Мичиганском университете. В 2011 году, после окончания школы, Вальдес полностью посвятил себя работе в театре.
В 2009-11 годах он участвовал в театральных постановках «Классного мюзикла» и «Певца на свадьбе», а после отправился в турне с Jersey Boys. С марта 2013 года по март 2014 года он исполнял роль Андрея в мюзикле «Однажды» (англ. Once), где играл на фортепиано, гитаре, укулеле, басах и ударных. В 2013 году мюзикл был номинирован на премию «Тони».
В 2014 году Карлос Вальдес получил дебютную роль на американском телевидении в телесериале «Стрела», а затем появился в его спин-оффе «Флэш» в одной из главных ролей. В обоих шоу он сыграл роль Циско Рамона.

## Фильмография
| Год       |    | Русское название        | Оригинальное название | Роль                        |
| --------- | -- | ----------------------- | --------------------- | --------------------------- |
| 2014—2016 | с  | Стрела                  | Arrow                 | Циско Рамон / Вайб          |
| 2014—2021 | с  | Флэш                    | The Flash             | Циско Рамон / Вайб / Ревёрб |
| 2015—2016 | мс | Виксен                  | Vixen                 | Циско Рамон / Вайб          |
| 2016—2017 | с  | Легенды завтрашнего дня | Legends of Tomorrow   | Циско Рамон / Вайб          |
| 2016—2018 | с  | Супергёрл               | Supergirl             | Циско Рамон / Вайб          |